# Híres cserkészek listája
Közismertebb cserkészek listája.

## Európa

### Belgium
- II. Albert belga király

### Csehország
- Václav Havel (*1936), Csehország első köztársasági elnöke
- Jiří Menzel (1938) Oscar-díjas filmrendező

### Dánia
- II. Margit dán királynő

### Egyesült Királyság
- II. Erzsébet brit királynő
- David Attenborough természetbúvár
- David Beckham labdarúgó
- Tony Blair korábbi miniszterelnök
- John Major korábbi miniszterelnök
- Margit brit királyi hercegnő
- Paul McCartney a Beatles tagja
- George Michael énekes
- Daniel Radcliffe színész, legismertebb szerepében Harry Potter
- Cliff Richard
- J. K. Rowling írónő, a Harry Potter szerzője
- Helen Sharman az első brit űrhajósnő
- Bear Grylls író, kalandor, Anglia főcserkésze (2009–)

### Franciaország
- Jacques Chirac, Franciaország elnöke

### Hollandia
- Jan Peter Balkenende miniszterelnök
- Beatrix holland királynő
- Julianna holland királynő

### Luxemburg
- János nyugalmazott nagyherceg, luxemburgi főcserkész[1]
- Henrik nagyherceg
- Vilmos trónörökös[2]

### Magyarország
- Almásy László Afrika-kutató, felfedező[3]
- Andorka Rudolf szociológus[4]
- Antall József miniszterelnök[5]
- Bálint György Bálint gazda[6]
- Bárdos Lajos zeneszerző[7]
- Barlay Ödön Szabolcs ciszterci szerzetes, paptanár
- Beer Miklós váci püspök[8]
- Böjte Csaba ferences szerzetes[9]
- Brenner János ciszterci szerzetes, az egyházüldözés vértanúja
- Csik Ferenc úszó, az 1936-os nyári olimpia aranyérmese
- Dékány András író[10]
- Erődi-Harrach Béla (1913–2007) közgazdász, cserkészvezető
- Fekete István író[11]
- Galambos Tamás festőművész
- Göncz Árpád köztársasági elnök (1990–2000)[12][13][14]
- Gyulay Endre szeged-csanádi megyés püspök
- Horthy István kormányzóhelyettes[15]
- Jancsó Miklós filmrendező[16]
- Juhász Árpád geológus[17]
- Karácsony Sándor pedagógus, filozófus[8]
- Kaszap István jezsuita novícius[18]
- Katona Tamás történész,[19] 1994–1998-ig a Magyar Cserkészszövetség elnöke
- Kopits György közgazdász, az IMF volt tisztviselője, a Költségvetési Tanács elnöke[20]
- Lámfalussy Sándor közgazdász, „az euró atyja”[21]
- Latinovits Zoltán színész[22]
- Mádl Ferenc köztársasági elnök (2000–2005)
- Maléter Pál az 1956-os forradalom katonai vezetője
- Németh Kristóf színész
- Réthelyi Miklós (1939) orvos, egyetemi tanár, miniszter[23]
- Rubik Ernő repülőgép-tervező mérnök[24]
- Simándy József operaénekes[25]
- Sinkovits Imre színész, a Nemzet Színésze[26]
- Sík Sándor költő, piarista pap-tanár[8][27]
- Szent-Györgyi Albert Nobel-díjas tudós, a C-vitamin felfedezője
- Szerb Antal író, irodalomtörténész
- Szokolay Sándor zeneszerző
- Teleki Pál földrajztudós, miniszterelnök[28]
- Ungváry Krisztián történész
- Zenthe Ferenc színművész, a Nemzet Színésze.
- Zwack Péter üzletember, politikus[29]

### Németország
- Werner Heisenberg (1901–1976) Nobel-díjas német fizikus, a kvantummechanika egyik megalapítója
- Horst Köhler (1943–2025)[30] Németország elnöke

### Olaszország
- Matteo Renzi miniszterelnök[31]

### Spanyolország
- I. János Károly spanyol király

### Svédország
- XVI. Károly Gusztáv svéd király, jelenlegi király
- VI. Gusztáv Adolf svéd király

## Amerika

### Egyesült Államok
- Edwin „Buzz” Aldrin űrhajós, a második ember a Holdon
- William Anders űrhajós
- Neil Armstrong űrhajós, az első ember a Holdon[32]
- Charles Bassett űrhajós
- Alan Bean űrhajós, a negyedik ember a Holdon
- George W. Bush az Egyesült Államok elnöke
- Dick Cheney alelnök
- Bill Clinton az Egyesült Államok elnöke
- Gordon Cooper űrhajós
- Charles Duke űrhajós, a tizedik ember a Holdon
- Henry Fonda színész
- Harrison Ford színész
- Bill Gates a Microsoft alapítója
- Edward Givens űrhajós
- John Glenn űrhajós, szenátor
- L. Ron Hubbard, szcientológia alapítója, író
- Michael Jordan
- John F. Kennedy az Egyesült Államok elnöke
- James Lovell űrhajós
- David Lynch filmrendező nevéhez fűződik többek között a Twin Peaks című sorozat és az Arany pálma díjas Veszett világ
- Edgar Mitchell űrhajós, a hatodik ember a Holdon
- Michael Moore filmrendező[33]
- Jim Morrison költő, rock zenész
- Frederick Reines Nobel-díjas fizikus
- Steven Spielberg filmrendező
- Mark Spitz úszó, olimpiai bajnok
- William Westmoreland amerikai tábornok, a hadsereg vezérkari főnöke
- Clifton Williams űrhajós

### Kanada
- Jean Chrétien miniszterelnök
- Joe Clark miniszterelnök
- John Diefenbaker miniszterelnök
- Stephen Harper miniszterelnök
- Brian Mulroney miniszterelnök
- Pierre Trudeau miniszterelnök